# Sixtus IV.
Sixtus IV. (rodným jménem Francesco della Rovere, 21. července 1414, Celle Ligure – 12. srpna 1484, Řím) byl od roku 1471 až do své smrti papežem katolické církve (1471–1484). Jeho jméno je především spojováno se stavbou Sixtinské kaple, která nese jeho jméno, se zavedením inkvizice ve Španělsku a také s tzv. spiknutím Pazziů v roce 1478, kdy se snažil svrhnout vládu Lorenza I. Medicejského, a tím podlomit moc rodu Medici ve Florencii.

## Život
Francesco della Rovere (česky z Dubu, Dubský) pocházel ze starobylé, ale zchudlé šlechtické rodiny rodičů Leonarda a Lucchiny della Rovere. Žili v Savoně v severoitalské Ligurii. V roce 1414 se rodina ze strachu před morem uchýlila do přímořské vesničky Celle Ligure, jež se nachází asi 8 km severovýchodně od Savony, a tam se 21. července 1414 narodil Francesco. Ve věku devíti let ho rodiče svěřili františkánskému řádu; od té doby žil v klášteře. Stal se členem řádem a studoval na univerzitách v Pavii a Bologni, akademických hodností dosáhl na univerzitě v Padově. Vyučoval pak filosofii a theologii na nejrůznějších italských universitách (Florencie, Padova, Bologna, Pavia, Siena, Perugia), později se stal provinciálem Ligurie, prokurátorem františkánského řádu a roku 1464 generálem řádu. Papež Pavel II. ho roku 1467 povýšil na kardinála při bazilice sv. Petra V okovech. Po jeho smrti byl 9. srpna 1471 zvolen papežem, a to částečně pro osobní nadání a učenost, ale částečně i za štědré úplatky.

## Papežem

Papežský znak s figurou dubu rodiny della Rovere

Sixtus IV. byl velmi energický papež, který zahájil řadu „politických" papežů, na nichž kromě kněžského roucha nebylo nic duchovního. Byl typickým příkladem papeže rané renesance, který se mnohem více zaměřoval na "domácí" politiku (tedy na politické události v samotné Itálii), než tomu bylo zvykem u papežství jiných období, i když i na příkladě Sixta IV. je možné si ukázat, že "italská" a "mezinárodní" politika má v této době mnoho styčných bodů.

### Sixtus IV. a vyhlášení křížové výpravy proti Turkům
Jeden z prvních úkolů, které se jako papež snažil vyřešit, bylo zastavení turecké expanze. Zpočátku se soustředil na mezinárodní scénu a snažil se získat na svoji stranu ruského cara Ivana III. Využil toho, že byl car již od r. 1467 vdovcem a tak r. 1472 zprostředkoval sňatek mezi ním a mladičkou princeznou jménem Zoe, dcerou Tomáše Palailoga, morejského despoty a od r. 1460 titulárního císaře byzantského. Ta byla po útěku z okupované Konstantinopole vychovávána v papežském Římě, kde přestoupila spolu s otcem a bratrem (Ondřej Palailogos, titulární byzantský císař 1465-1502) na katolictví, a tak si papež od tohoto sňatku sliboval přestoupení na katolictví celého Ruska. Tento plán však vzal za své v momentě, kdy se Zoe po příjezdu do Moskvy slavnostně zřekla katolictví a přijala opět pravoslavnou víru ruského ritu. Papežův zájem se tedy koncentroval na italské státy a skutečně se mu podařilo spojit benátské a neapolské síly v jedinou armádu, které velel kardinál Olivier Caraffa. Ten sice dokázal roku 1475 dobýt Smyrnu, ale nepodařilo se mu zabránit sultánu Mehmedu II., aby získal o pět let později (1480) jihoitalský přístav Otranto. Do hry se však opět vložil papež, který vyhlásil 8. dubna 1481 bulou Cogimur iubente ad omnes christifideles ut adversus Turcos arma sumant křížovou výpravu proti Turkům. Brzkou smrtí osmanského sultána Mehmeda II. o čtyři týdny později však přímé nebezpečí pominulo a papežův záměr, mající v počátcích poměrně velkou podporu, zůstal nakonec nerealizovaný.

### Spiknutí Pazziů a válka s Florencií
Mezitím se však rozhořel nový spor, či lépe eskaloval dlouhý spor mezi papežem a Florentskou signorií Lorenza Nádherného. Papež využil rivality mezi vládnoucími Medicejskými a opozičními rody, z nichž nejmocnější byla rodina Pazziů. Ti v čele se Francescem Pazzi vytvořili tajný plán, jak se rychle a hlavně bez velkého rozruchu zbavit svého úhlavního nepřítele. Dne 26. dubna 1478 spiklenci přepadli v chrámu Santa Maria del Fiore oba Medicejské bratry, Lorenza a Giuliana. Giuliano byl ubodán, ale Lorenzovi se podařilo ukrýt v sakristii, kde se zatarasil. Florenťané stáli za Lorenzem, oběsili pisánského arcibiskupa a zajali papežova prasynovce, kardinála Riaria. Papežův hněv na sebe nedal dlouho čekat. Bulou z 1. června 1478 (Ineffabilis et summi patris providentia), exkomunikoval Sixtus IV. Lorenza a všechny jeho spojence a zároveň v ní pohrozil připraveností vyhlásit nad Florencií interdikt, pokud nebude splněna podmínka propuštění vězněného kardinála. Přestože byl po pár týdnech kardinál propuštěn, vyhlásil papež již 20. června nad městem přece jen slibovaný interdikt a ta mu následně vyhlásila válku. Papežovým spojencem byl neapolský král Ferdinand I., na straně Florencie stály italské státy Milán, Benátky, Mantova a Ferrara, a také francouzský král Ludvík XI. Jelikož se Lorenzovi podařilo učinit s neapolským králem mír a zároveň ve stejné době (1480) dobyli Turci Otranto, byl papež nucen uzavřít s Florencií okamžitý mír a nakonec i odvolat nad městem interdikt.

### Interdikt nad Benátkami
V roce 1480 vypukla válka mezi Benátkami a Ferrarou. Papež sice nejprve Benátky podporoval (s Ferrarou měl však vlastní plány, neboť podporoval svého synovce Girolama svrhnout dosavadního vládce a získat Ferraru pod nadvládu della Rovere), avšak nakonec sám uzavřel s Ferrarou mír a přešel na stranu benátských protivníků. Ti se nakonec ocitli sami proti většině italských států a především proti papeži, který dal r. 1483 dóžete a náčelníky republiky do klatby a nad Benátskou republikou vyhlásil interdikt. Toto opatření se však minulo účinkem, neboť Benátčané se odvolali na budoucí koncil, vyhnali duchovní, kteří odmítli souhlasit s tímto rozhodnutím senátu, a město dál vykonávalo církevní obřady.

### Sixtus IV. a nepotismus

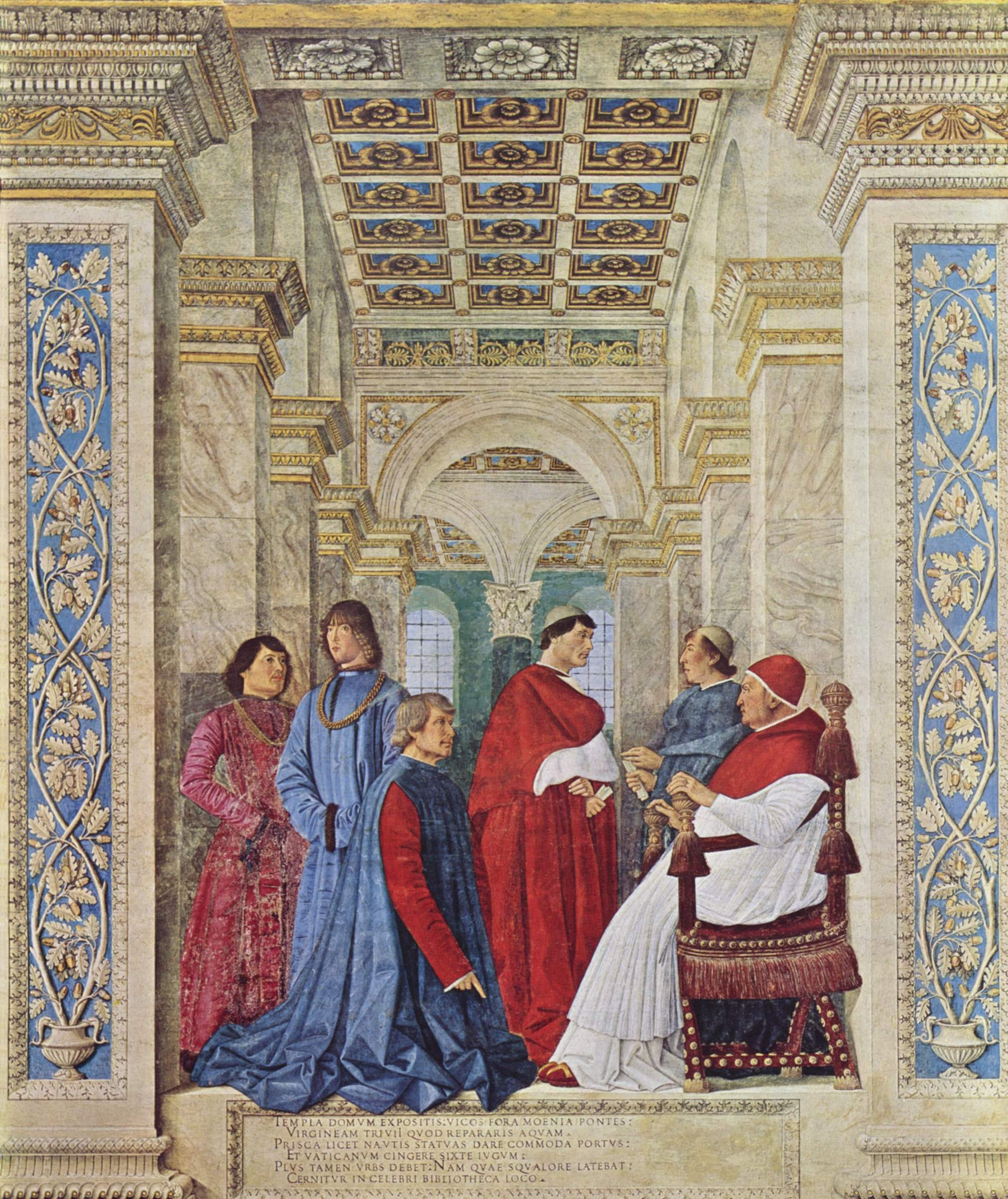
Melozzo da Forlì, Sixtus IV. jmenuje Bartolomea Sacchiho Prefektem Vatikánské apoštolské knihovny v přítomnosti svých nepotů, freska, cca 1477, Řím, Vatikánská muzea

Tak jako mnoho jeho předchůdců, i Sixtus IV. využíval svého postavení ke zvýhodnění své vlastní rodiny (tzv. nepotismus). Na fresce od Melozza da Forlì je zpodobněn ve společnosti svých synovců, z nichž ne všichni se nutně stali kardinály. Vidíme zde apoštolského protonotáře Pietra Riaria (po papežově pravici), budoucího papeže Julia II. (1503–1513) stojícího před Sixtem, a konečně Girolama Riaria s Giovannim della Rovere, upozaděné klečícím Bartolomeem Sacchiem, autorem prvních humanistických dějin papežství.
Sixtus IV., někdejší generál františkánského řádu, se vůbec nevydal ve stopách svatého Františka. S jeho nástupem do papežského úřadu nastala pro jeho příbuzné tučná léta. Měl dva bratry, čtyři sestry a patnáct více či méně vzdálených synovců. Souhrn obročí, která jim rozdělil, byl obrovský. Dva mladé františkánské mnichy, Pietra Riaria, syna své sestry Blanky, a Juliana della Rovere, syna svého bratra Rafaela, okamžitě nechal vysvětit jako biskupy a jmenoval je kardinály. Kardinál Pietro Riario se brzy oddal nezřízenému, nemravnému a neřestnému životu a následkem toho v roce 1474 zemřel ve věku 28 let. Jiného prasynovce, Raffaela Riaria, jmenoval kardinálem jako sedmnáctiletého. Během svého pontifikátu jmenoval celkem 34 kardinálů, z toho 6 z nich patřilo do rodiny della Rovere. Katolický historik konstatoval, že papež „v nepochopitelné slabosti jmenoval kardinály lidi bezvýznamné, mladé a částečně oddané neřestem".
I ostatní papežovi příbuzní se stali velikými pány, papež jim peníze a funkce sypal do klína. Kardinál Pietro Riario měl bratra Girolama Riaria, jenž byl původně obchodníkem v Savoně. Za vlády Sixtovy se stal hrabětem, vládcem města Imoly a oženil se s dcerou milánského vévody. Měl na papeže velmi neblahý vliv a navedl ho k nešťastným politickým činům. Svého prasynovce Leonarda papež ustanovil prefektem Říma a oženil ho s nelegitimní dcerou neapolského krále Janou. Jiný synovec, Giovanni della Rovere, se oženil s dědičkou vévodství Urbino, a tak by se dalo pokračovat dále. Peníze, které byly sbírány na tažení proti Turkům, mizely v kapsách početného Sixtova příbuzenstva. Římané uštěpačně říkali, že skutečnými Turky se stali papežovi synovci.

### Sixtus IV. a španělská inkvizice

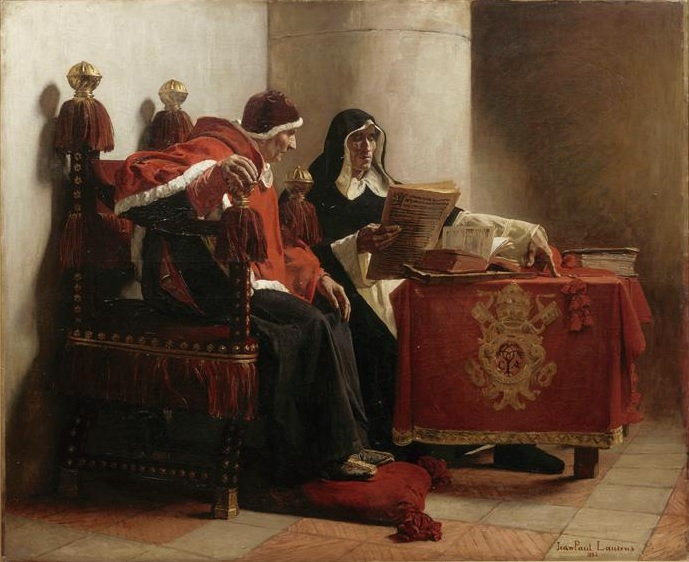
Papež Sixtus IV. s inkvizitorem Torquemadou, Jean-Paul Laurens, 1882

Paradoxně největší ránu papežské autoritě uštědřil papež Sixtus IV. ve svém vztahu k inkvizici, konkrétně k nově (či přesněji opětovně nově) ustanovené inkvizici ve Španělsku. Dne 1. listopadu r. 1478 vydal papež breve Exigit sinceræ devotionis, jimž zmocňoval Ferdinanda II. Aragonského a Isabelu I. Kastilskou ke jmenování 2 až 3 arcibiskupů, biskupů, či jiných duchovních, teologicky vzdělaných, jimž by byl svěřen dohled nad nově pokřtěnými křesťany (marranos). Tímto rozhodnutím, po kterém brzy následovaly další kroky (r. 1482 dohoda papeže s Ferdinandem a Isabelou, podle níž veškerá církevní obročí na území budoucích "katolických veličenstev" budou obsazována jen jejich poddanými a s královským souhlasem, r. 1483 faktický vznik funkce generálního inkvizitora, tj. centrálního inkvizitora pro celé území státu) zpečetil tento papež osudy tisíců nevinných obětí španělské inkvizice a zároveň omezil vliv (fakticky se vzdal vlivu) papežské autority na činnost inkvizice v této pro katolický svět tak důležité zemi.

## Sixtus IV. a katolická věrouka

### Odpustky
Sixtus IV. byl velmi štědrý v udílení odpustků. S jeho jménem bývá někdy spojováno rozšíření papežských odpustků za zemřelé, tedy odpustků, které bylo možné přivlastnit lidem již zesnulým, jejichž duše jsou v očistci. Sixtus IV. je povolil králi Ludvíku XI. ve prospěch chrámu sv. Petra v Saintes, a to na deset let. Hlasatelé těchto papežských odpustků ve svých kázáních tvrdili, že tyto odpustky jsou pro zemřelé, a proto není třeba lítosti ani pokání, může je získat i ten, kdo je ve smrtelném hříchu, jen když dá předepsanou almužnu, a pak že účinkují zcela jistě.
Papež později vysvětloval, že odpustky za zemřelé jsou přímluvou za jejich vysvobození z očistce, ale nikoliv neomylným osvobozením; v roce 1477 ustanovil, že odpustky, jež duším v očistci mohou být přivlastněny, mají být označeny slovy „na způsob přímluvy". Zároveň však prohlašoval, že odpustky za zemřelé jsou platné, a v roce 1479 zavrhl větu „papež nemůže žádnému člověku odpustit očistcový trest" jako kacířskou a pohoršlivou.
Kritici Sixta IV. zdůrazňují, že kupčení s odpustky za zemřelé bylo bohatým zdrojem příjmů. Truchlící pozůstalí byli ochotní zaplatit značné částky, aby své milované zesnulé dostali z očistce, který jim byl líčen v hrozivých barvách. I když odpustky pro zemřelé katolická církev stále uznává, proti jejich zneužívání se vymezila zejména v období po tridentském koncilu.

### Kult svatých
Sixtus IV. vroucně uctíval Pannu Marii. Zasáhl i do sporu mezi dominikány a františkány, jenž se týkal nauky o Neposkvrněném početí Panny Marie. Zatímco dominikáni (např. Tomáš Akvinský) se vyslovovali spíše proti tomuto učení, františkáni (např. Jan Duns Scotus) byli jeho nadšenými zastánci. Papež ponechal závazné církevní rozhodnutí budoucnosti a co nejpřísněji zakázal všechno vzájemné kaceřování.
On sám se držel názoru františkánského řádu, v roce 1476 zavedl svátek Neposkvrněného početí (8. prosince) a schválil i církevní hodinky a mši ke cti Neposkvrněného početí. Těm, kdo se modlili tyto hodinky, sloužili mši ke cti Neposkvrněného početí, případně jí byli nábožně přítomni, udělil  hojné odpustky. Katolickým učením o Panně Marii se zabývají dvě konstituce Sixta IV., a to Cum pareexcelsa z r. 1476 a Grave nimis z r. 1483. V konstituci Cum pareexcelsa užil papež formulaci „podivuhodné početí neposkvrněné Panny" (immaculatae Virginis mira conceptio). Jako článek víry vyhlásil nauku o Neposkvrněném početí papež Pius IX. v roce 1854.
S úctou k Panně Marii souvisí i Sixtova úcta ke svatému Josefovi. Zasloužil se rozšíření jeho svátku na celý křesťanský svět a zařadil tento svátek do breviáře (1487) i do misálu. Kanonizoval několik svatých, jmenovitě karmelitána Alberta z Trapani (1476) a Bonaventuru z Bagnoreggia (1482), františkánského filozofa a teologa. V roce 1474 schválil řád Nejmenších bratří sv. Františka z Pauly (Ordo minimorum, zkratka OM).

## Sixtus IV. a nové zámořské objevy
Již v r. 1415, kdy Portugalci dobyli severoafrický přístav Ceuta a začínají tak kolonizovat sever Afriky, a ještě více po r. 1434, kdy Gil Eaneas obeplouvá mys Bojador, bylo zřejmé, že se bude křesťanský svět dál a dál rozšiřovat a papežství rozhodně nehodlalo být za této situace nečinné. Již Mikuláš V. povolil r. 1452 Portugalsku podrobit si objevené „pohanské“ země, navíc i souhlasil se zotročováním domorodého obyvatelstva. Aktivita, se kterou se snažilo Portugalsko získat ve svém konkurenčním boji se Španělskem o dobývání nových území papeže na svou stranu, se odrazila i v mezinárodní diplomacii Sixta IV. A tak vydal r. 1481 svou nejslavnější bulu nazvanou Aeterni Regis, kterou slavnostně rozděluje nově objevené světy mezi Kastilii a Portugalsko. Tím dal Portugalsku prakticky volnou ruku k objevným plavbám podél afrických břehů a kolonizaci celé jižní polokoule. Jelikož tato bula půlila svět v oblasti obratníku Raka a Španělsku povolovala nové objevy jen na sever od této linie, měla tak kastilská koruna možnost vysílat objevitelské lodě pouze na západ od svých břehů a tím ovlivnil Sixtus i nepřímo směr Kolumbovy výpravy a v důsledku i objevení Nového světa.

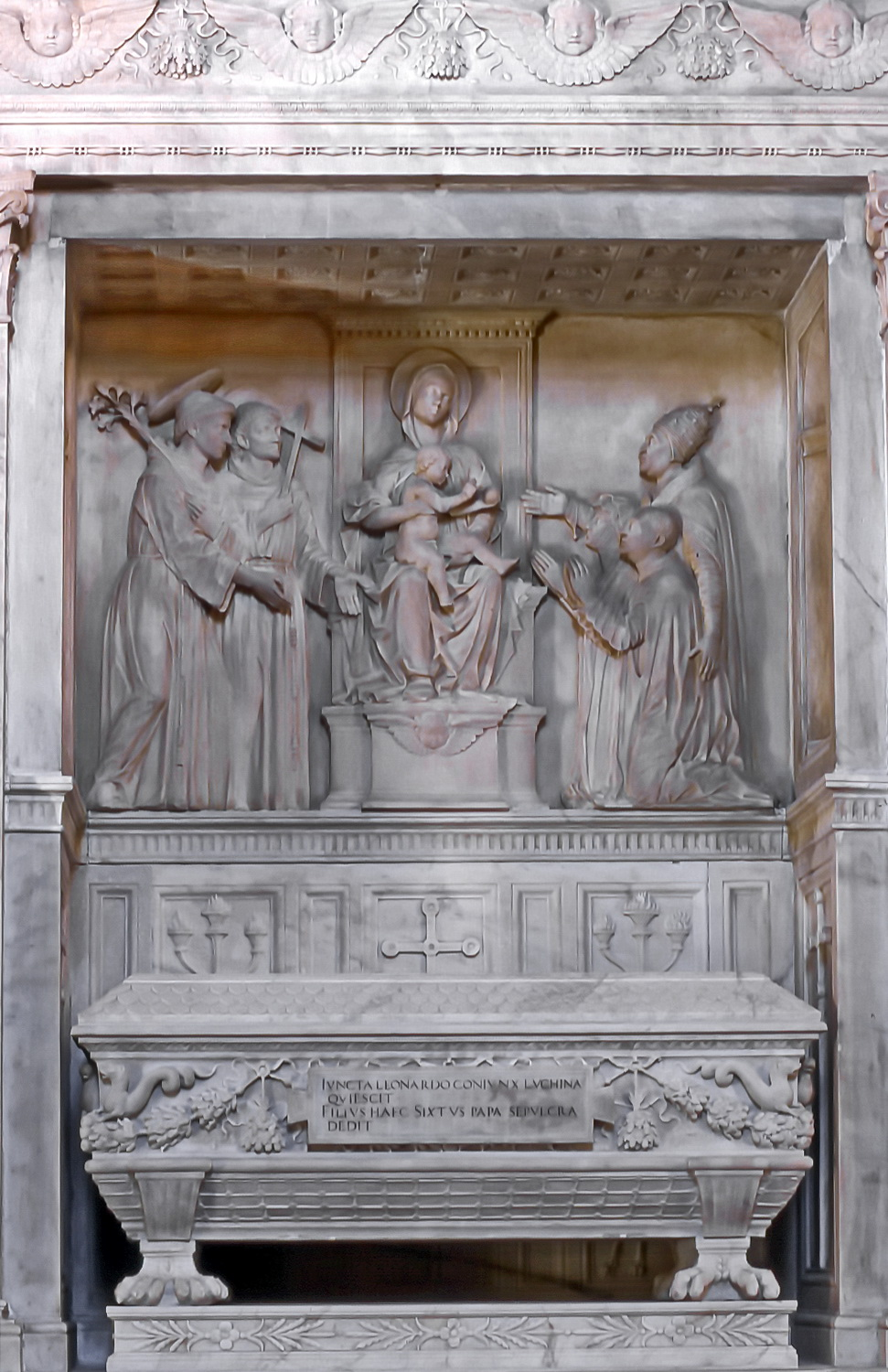
Mauzoleum rodiny Leonarda della Rovere; kaple v katedrále v Savoně

## Sixtus IV. – mecenáš výtvarného umění a humanistů

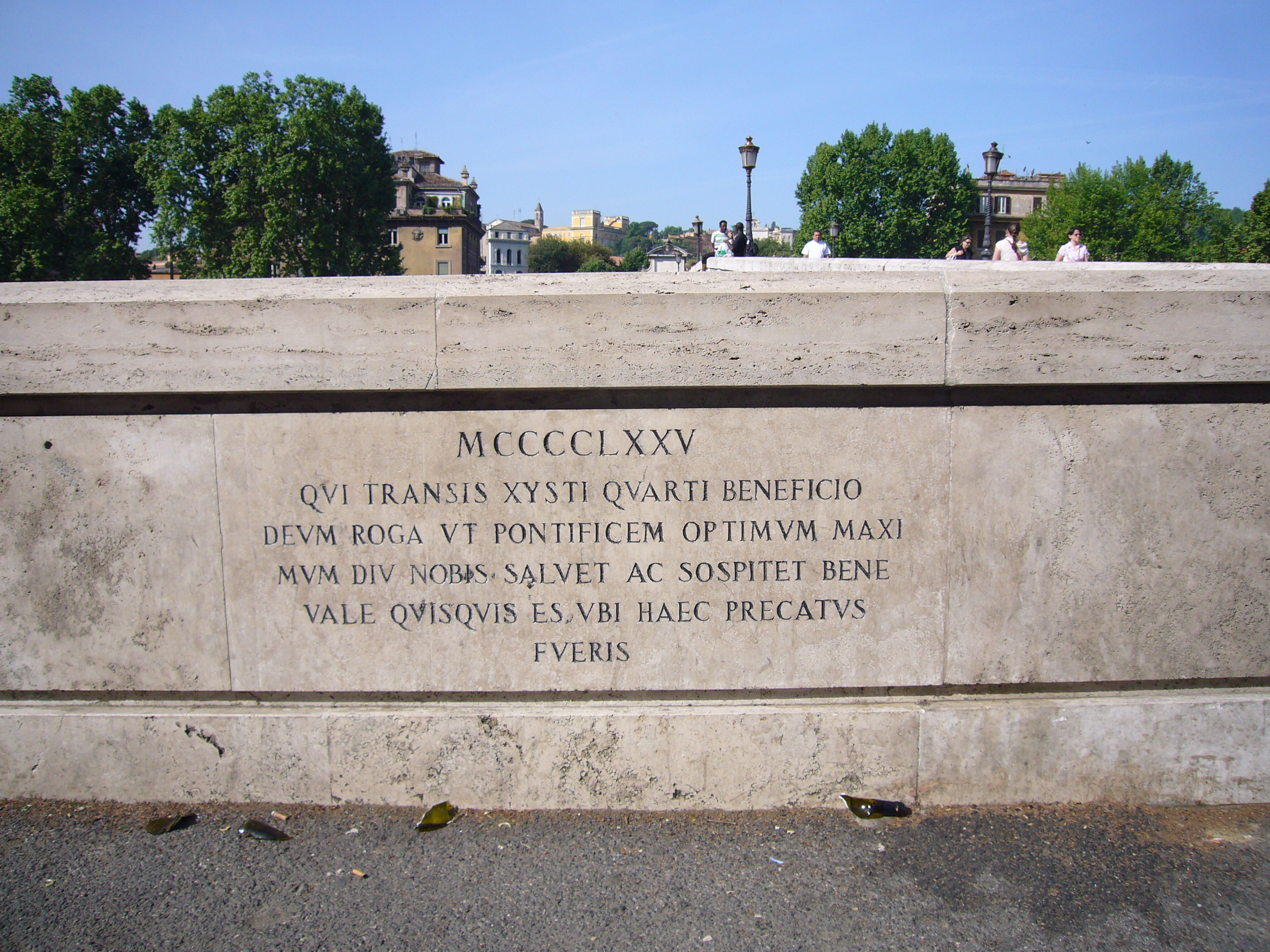
Sixtův most

Podporoval architekty, sochaře, malíře, spisovatele a básníky. 
- V Římě mezi nejdůležitější dochované stavby patříː
  - Sixtinská kaple, kterou založil v papežském paláci společně se sousedním Sixtinským sálem (Sala Sistina), a dal uspořádat Vatikánskou knihovnu
  - Sixtův most ("Il Ponte Sisto").
- do pokladnice Svatopetrské baziliky daroval kel slona indického obří délky (přes 1 metr).
- V  Savoně v katedráleː  Sixtinská kaple a mauzoleum rodičů Leonarda a Lucchiny della Rovere, reliéfy vytesal Michele D'Aria (1483)

V mecenátu výtvarníků pokračoval i Sixtův synovec a nástupce v úřadu papeže,  Julius II., který dal svému strýci v bazilice Svatého Petra ve Vatikánu zřídit renesanční bronzovou hrobku s ležícím nebožtíkem mezi figurálními alegoriemi 15 křesťanských ctností, vytvořenou v dílně Antonia del Pollaiolo.

## Sixtus IV. a české země
Po smrti Jiřího z Poděbrad usilovali o český trůn Vladislav Jagellonský a Matyáš Korvín. Vladislav Jagellonský byl českým králem zvolen 27. května 1471 na sněmu v Kutné Hoře. Matyáš Korvín se již v roce 1468 postavil do čela křížové výpravy proti Jiřímu z Poděbrad a v květnu 1469 se v Olomouci nechal zvolit českými a moravskými katolickými stavy českým králem; tuto volbu si dal potvrdit papežem. Jménem papeže Pavla II. ho potom v Jihlavě dne 28. května 1471 prohlásil papežský legát českým králem.
Po smrti Pavla II. († 26. 7. 1471) pokračoval nový papež, Sixtus IV., v politice svého předchůdce vůči českým zemím. Když byl Vladislav Jagellonský dne 22. srpna 1471 v chrámu sv. Víta v Praze korunován polskými biskupy, reagovala na to papežská kurie bulami, ve kterých byl dán klatby jak Vladislav, tak i ti polští biskupové, kteří se ho odvážili korunovat. Čechům v nich bylo přísně přikázáno, aby neposlouchali jiného krále než Matyáše.
Zatímco císař Fridrich III. v roce 1474 Vladislava Jagellonského za českého krále uznal, papež Sixtus IV. po celou dobu svého pontifikátu Vladislava za českého krále neuznával a stál na straně Matyáše Korvína. Teprve v létě roku 1487, tedy tři roky po Sixtově smrti, papež Inocenc VIII. přiznal Vladislavovi titul českého krále.

## Zajímavosti

### Intimní život
O sexuální orientaci a intimním životě Sixta IV. existuje mnoho dohadů a kontroverzí. Spisovatel Ludvík Souček o tomto papeži napsal, že byl něžným obdivovatelem půvabných chlapců, „jimž neváhal podle stupně krásy udělovat biskupství i kardinálské klobouky bez ohledu na třídní původ a odbornou kvalifikaci". Podle některých autorů byl bisexuální. Jiní zase soudí, že papežova láska k určitým mladíkům pramenila z toho, že to byli jeho příbuzní. Navíc prý mezi údajnými „synovci" byli také jeho vlastní nelegitimní synové. Niccolò Machiavelli tvrdil, že „podle všeobecného přesvědčení" byl Sixtus IV. otcem Pietra Riaria a Girolama Riaria. V tom případě by se papež dopustil incestu, protože matkou Pietra Riaria byla papežova vlastní sestra Blanka.
Řadu difamujících údajů o životě Sixta IV. zaznamenal ve své kronice Stefano Infessura (asi 1435–1500), italský právník a publicista, profesor církevního práva na římské univerzitě a po dlouhý čas i písař senátu v Římě. Infessura byl v přátelských stycích s papežovými politickými protivníky, a proto mnozí historikové, zejména katoličtí, považují jeho informace za málo věrohodné, nebo přímo za pomluvy. Politické stranictví prý až do nepříčetnosti zvyšovalo Infessurovu zášť proti Sixtovi IV., pročež ho ve své kronice „děsně nespravedlivě hanobil".

### Nevěstinec v Římě
„Člověk čte", napsal J. S. Machar, „o stavbách prováděných v Římě Sixtem IV., o florentinských malířích pracujících na zakázku pro tohoto sv. Otce, pravda, ale ten bordel, který týž sv. Otec taktéž sám postavil, a jenž mu ročně 20 000 dukátů vynášel – ten bordel zastiňuje všecko." Zřízením nevěstince v Římě a zdaněním prostitutek se papež snažil získat prostředky na válku proti Turkům a na své další četné výdaje.

### Verše
Po Sixtově smrti vznikla řada anonymních satirických veršů na zesnulého papeže. Zde je úryvek v prozaickém překladu:
Sixte, konečně jsi mrtev: a hle jásající Řím, který za tvé vlády trpěl hladem, krveprolitím a ohavností.
Sixte, konečně jsi mrtev: ty věčný původce svárů dokonce i proti Bohu, sestup do temného pekla.
Sixte, konečně jsi mrtev: zručný v každém podvodu, ve lstech, zradách největší mistr.
Sixte, konečně jsi mrtev: orgie hnusného pláče ti věnují kuplíři, zvrácení, děvky a bakchantky.
Sixte, konečně jsi mrtev: hanbo a potupo papežství, jsi konečně mrtev, Sixte, je to pravda?
Sixte, jsi konečně mrtev: vzhůru, hoďte kusy těch bezbožných údů vlkům a psům!